# Waelder (Texas)
Waelder es una ciudad ubicada en el condado de Gonzales en el estado estadounidense de Texas. En el Censo de 2010 tenía una población de 1065 habitantes y una densidad poblacional de 319,75 personas por km².

## Geografía
Waelder se encuentra ubicada en las coordenadas 29°41′40″N 97°17′52″O / 29.69444, -97.29778. Según la Oficina del Censo de los Estados Unidos, Waelder tiene una superficie total de 3.33 km², de la cual 3.31 km² corresponden a tierra firme y (0.54%) 0.02 km² es agua.

## Demografía
Según el censo de 2010, había 1065 personas residiendo en Waelder. La densidad de población era de 319,75 hab./km². De los 1065 habitantes, Waelder estaba compuesto por el 50.23% blancos, el 13.33% eran afroamericanos, el 1.22% eran amerindios, el 0% eran asiáticos, el 0% eran isleños del Pacífico, el 33.24% eran de otras razas y el 1.97% pertenecían a dos o más razas. Del total de la población el 77.56% eran hispanos o latinos de cualquier raza.